# Словачка на Светском првенству у атлетици у дворани 2012.
Словачка је учествовала на Светском првенству у атлетици у дворани 2012. одржаном у Истанбулу од 9. до 11. марта. У једанаестом учешћу на светским првенствима у дворани, репрезентацију Словачке представљала је једна атлетичарка, која се такмичила у троскоку.
Словачка није освојила ниједну медаљу али је њихова такмичарка остварила лични рекорд сезоне. У табели успешности према броју и пласману такмичара који су учествовали у финалним такмичењима (првих 8 такмичара) Словачка је са једним учесником у финалу делила 46. место са 1 бодом.
| Плас. | Земља    | 1. место | 2. место | 3. место | 4. место | 5. место | 6. место | 7. место | 8. место | Бр. финал. | Бод. |
| ----- | -------- | -------- | -------- | -------- | -------- | -------- | -------- | -------- | -------- | ---------- | ---- |
| =43.  | Словачка | 0        | 0        | 0        | 0        | 0        | 0        | 0        | 1        | 1          | 1    |

## Учесници
Жене:
- Дана Велдјакова — Троскок

## Резултати

### Жене
| Атлетичарка     | Дисциплина | Лични рекорд | Квалификације | Квалификације | Финале   | Финале      | Детаљи |
| Атлетичарка     | Дисциплина | Лични рекорд | Резултат      | Место         | Резултат | Место       | Детаљи |
| --------------- | ---------- | ------------ | ------------- | ------------- | -------- | ----------- | ------ |
| Дана Велдјакова | Троскок    | 14,40 НР     | 14,21 кв, ЛРС | 4. у гр. А    | 13,97    | 8 / 28 (30) |        |